# Capela Carlos Alberto

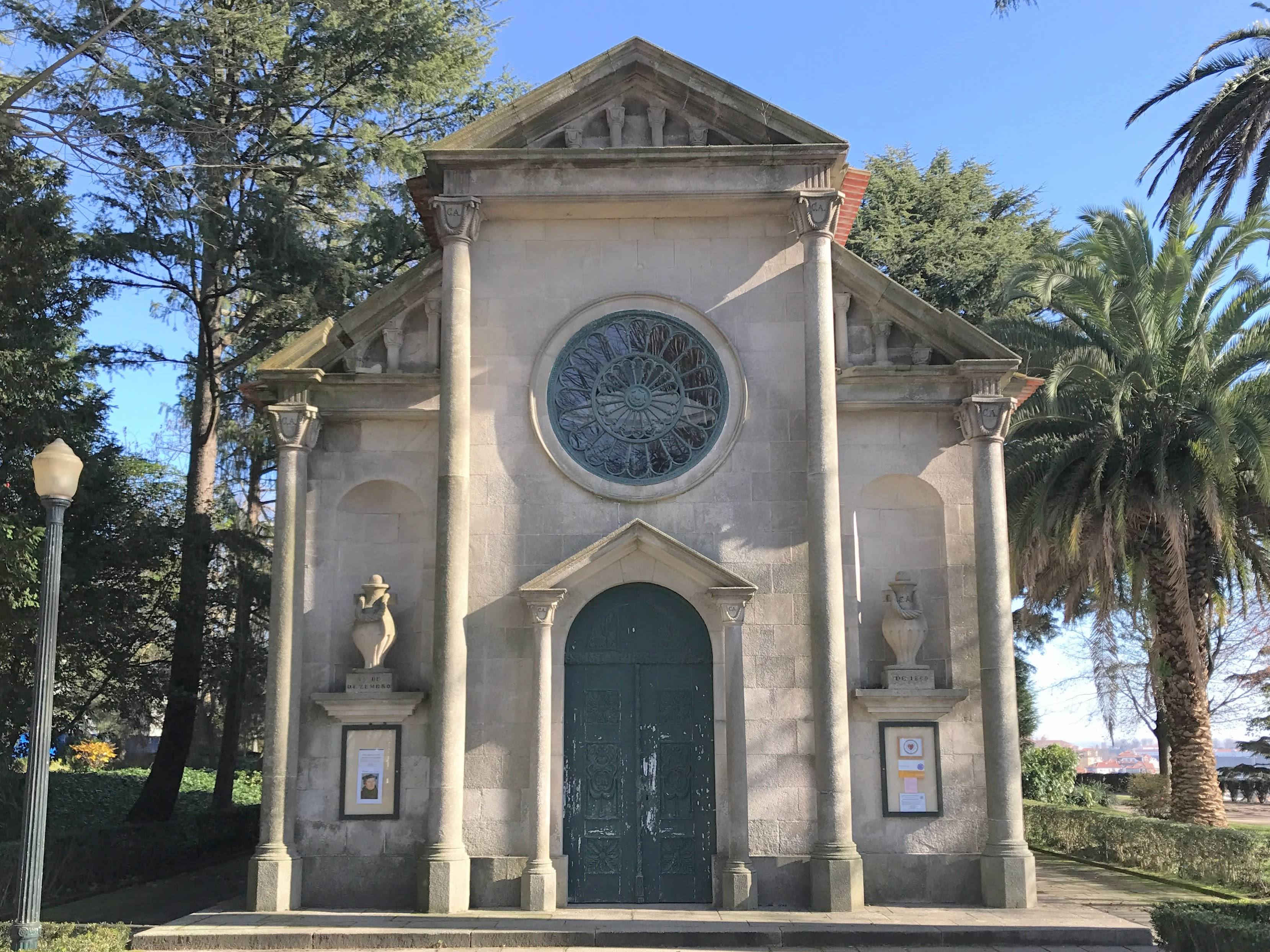
Capela Carlos Alberto in den Jardins do Palácio de Cristal.

Die Capela Carlos Alberto ist eine Gedächtniskapelle für den sardischen König Karl Albert in der portugiesischen Stadt Porto.
Karl Albert war 1849 in das Exil nach Porto gekommen, wo er im gleichen Jahr starb. Seine Schwester, Prinzessin Augusta de Montléart, ließ Ende des 19. Jahrhunderts in den Jardins do Palácio de Cristal zu seinem Gedächtnis eine Kapelle errichten.
In der Kapelle fanden zunächst keine Gottesdienste statt. Heute wird sie von der Igreja Luterana do Portugal genutzt.